# Pezzana
Pezzana (tiếng Piedmonte: Psan-a) là một đô thị ở tỉnh Vercelli trong vùng Piedmont thuộc Ý, có cự ly khoảng 70 km về phía đông bắc của Torino và khoảng 8 km về phía đông nam của Vercelli.
Pezzana giáp các đô thị: Asigliano Vercellese, Caresana, Palestro, Prarolo, Rosasco, và Stroppiana.